# Dariusz Garbocz
Dariusz Garbocz (ur. 11 stycznia 1971 w Katowicach) – polski hokeista, trener, olimpijczyk z Albertville 1992.
Jego brat Michał (ur. 1973), także został hokeistą.

## Kariera
W trakcie kariery sportowej reprezentował kluby:
- GKS Tychy w latach 1981-1993,
- Västerås IK w latach 1993-1994,
- Tysovia Tychy w latach 1994-1996
- KKH Katowice w latach 1997-2000
- GKS Tychy w roku 2001.

Uczestniczył w turniejach zimowych igrzysk olimpijskich 1992, mistrzostw świata 1992, 1997, Zimowej Uniwersjadzie 1993. W reprezentacji Polski rozegrał 19 spotkań.
Po zakończeniu kariery sportowej podjął pracę nauczyciela WF-u oraz trenera młodzieży. Został trenerem żeńskiej drużyny GKS Tychy w rozgrywkach Polskiej Ligi Hokeja Kobiet.